# کوهی کودو
کوهی کودو (انگلیسی: Kohei Kudo؛ زادهٔ ۲۸ اوت ۱۹۸۴) بازیکن فوتبال اهل ژاپن است.
از باشگاه‌هایی که در آن بازی کرده‌است می‌توان به باشگاه فوتبال ماتسوموتو یاماگا، باشگاه فوتبال جف یونایتد ایچیهارا چیبا، و باشگاه فوتبال سانفریس هیروشیما اشاره کرد.
وی همچنین در تیم ملی فوتبال زیر ۱۷ سال ژاپن بازی کرده‌است.